# 日新製鋼ホールディングス
日新製鋼ホールディングス株式会社（にっしんせいこうホールディングス、英: Nisshin Steel Holdings Co., Ltd.）は、高炉メーカー日新製鋼と鉄鋼メーカー日本金属工業を傘下に持つ持株会社であった企業。
2014年4月1日に3社が合併し、日新製鋼株式会社に社名変更した。以降については日鉄日新製鋼の項目を参照。

## 概要
2004年よりステンレス事業で提携していた、高炉国内4位の日新製鋼とステンレス専業の日本金属工業が2012年10月1日に共同株式移転し、日新製鋼ホールディングスの傘下に入る形で設立された。株式移転比率は日新1.00に対し日金工0.56。
2014年4月1日、日新製鋼ホールディングスを存続会社として、日新製鋼と日本金属工業を吸収合併し、日新製鋼に社名変更した。

## 沿革
- 1932年（昭和7年）6月15日 - 日本金属工業株式会社設立。
- 1959年（昭和34年）4月1日 - 日本鐵板が日亞製鋼を合併し、日新製鋼株式会社に社名変更。
- 2004年（平成16年）9月 - 日新製鋼と日本金属工業がステンレス事業で提携。
- 2012年（平成24年）10月1日 - 日新製鋼と日本金属工業が共同株式移転により日新製鋼ホールディングスを設立。
- 2014年（平成26年）4月1日 - 日新製鋼と日本金属工業を吸収合併し事業会社化、（新）日新製鋼に社名変更。

## グループ企業一覧
- 日新製鋼
- 日本金属工業

関連企業は日鉄日新製鋼#関連企業、日本金属工業#関連企業を参照。